# Collines de Cleveland

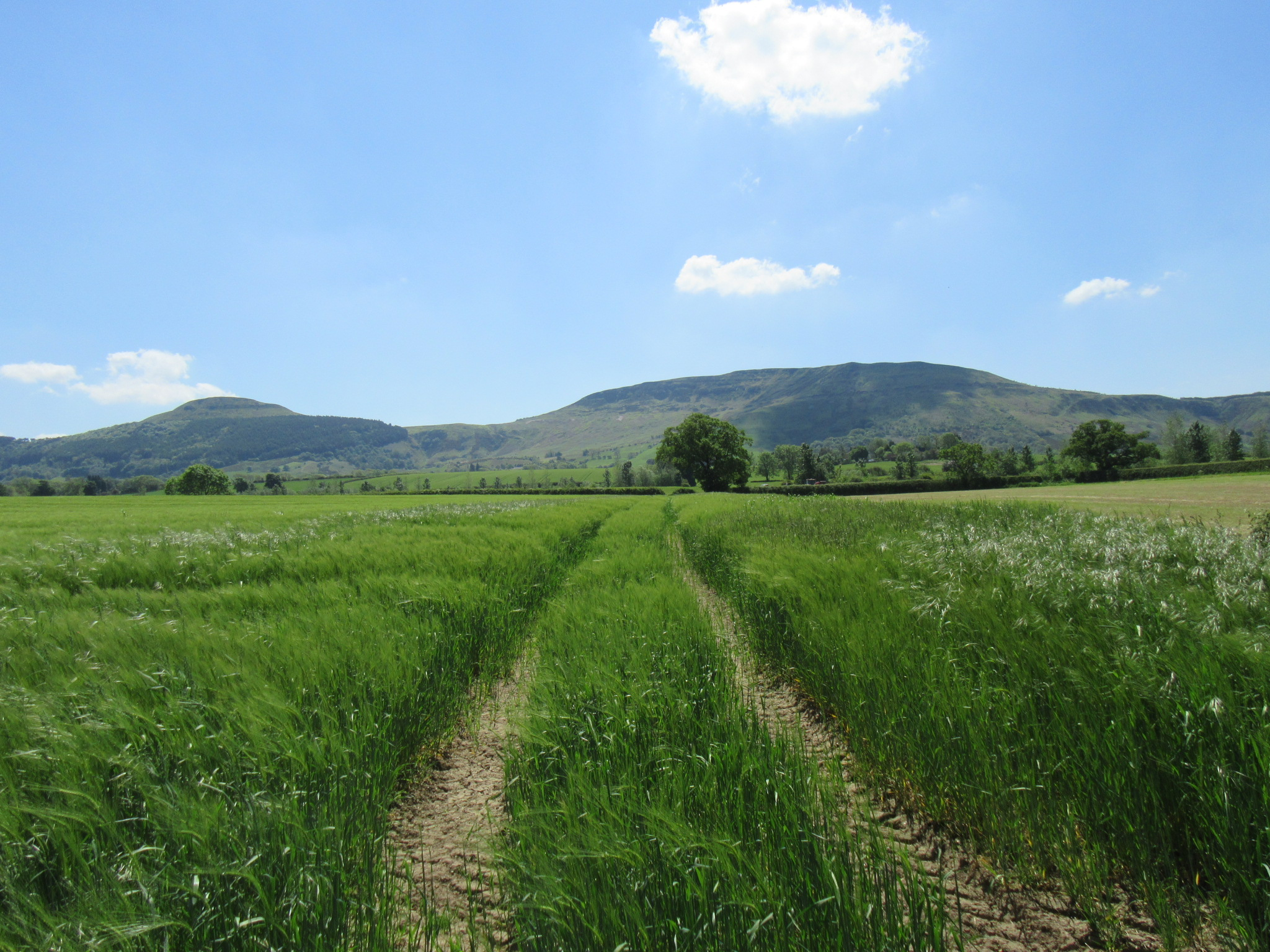
Vue des collines près de Kirkby.

Les collines de Cleveland sont un massif de la frange nord-ouest du parc national des North York Moors dans le Yorkshire du Nord, en Angleterre.
Elles dominent les bassins de Cleveland et de Teesside. Une section du chemin de grande randonnée de Cleveland Way, long de 177 km, traverse ces collines ; c'est aussi un tronçon du chemin des deux mers de Wainwright (Coast to Coast Walk). Ces collines, qui surgissent de la plaine de la vallée de la Tees au nord, comptent de nombreux sites touristiques comme la colline conique de Roseberry Topping, près du village de Great Ayton (patrie du capitaine Cook).

## Géographie

### Principaux sommets
Voici les principaux sommets du massif :
| Nom                    | Coordonnées                 | Altitude | Altitude |
| ---------------------- | --------------------------- | -------- | -------- |
| Urra Moor (Round Hill) | 54° 24′ 21″ N, 1° 05′ 08″ O | 454 m    |          |
| Cringle Moor           | 54° 25′ 09″ N, 1° 10′ 23″ O | 432 m    |          |
| Carlton Bank           | 54° 25′ 00″ N, 1° 12′ 04″ O | 408 m    |          |
| Cold Moor              | 54° 25′ 28″ N, 1° 09′ 05″ O | 402 m    |          |
| Hasty Bank             | 54° 25′ 31″ N, 1° 07′ 48″ O | 398 m    |          |
| Tidy Brown Hill        | 54° 26′ 21″ N, 1° 04′ 16″ O | 396 m    |          |
| Bilsdale West Moor     | 54° 21′ 45″ N, 1° 08′ 59″ O | 395 m    |          |
| Warren Moor            | 54° 27′ 35″ N, 1° 03′ 02″ O | 335 m    |          |
| Gisborough Moor        | 54° 30′ 09″ N, 1° 00′ 28″ O | 328 m    |          |
| Easby Moor             | 54° 29′ 00″ N, 1° 05′ 24″ O | 324 m    |          |
| Park Nab               | 54° 28′ 04″ N, 1° 03′ 12″ O | 324 m    |          |
| Roseberry Topping      | 54° 30′ 21″ N, 1° 06′ 24″ O | 320 m    |          |
| Live Moor              | 54° 24′ 18″ N, 1° 13′ 22″ O | 315 m    |          |
| Highcliff Nab          | 54° 30′ 59″ N, 1° 03′ 30″ O | 310 m    |          |
| Codhill Heights        | 54° 30′ 23″ N, 1° 03′ 09″ O | 296 m    |          |
| Eston Nab              | 55° 06′ 42″ N, 1° 07′ 17″ O | 242 m    |          |

### Géologie
L'examen géologique du plateau des Cleveland Hills permet d'en dater les roches du Jurassique moyen, soit approximativement entre 161 et 176 millions d'années, bien que les North York Moors, nés de l'érosion des schistes argileux des versants nord et ouest, soient plus récents, c'est-à-dire du Jurassique inférieur. Roseberry Topping est une butte-témoin de ce massif : l’érosion l’a séparée des collines de Cleveland, pour en faire un mamelon isolé.

## Histoire

### Préhistoire
On trouve un grand nombre de tumulus et de cercles mégalithiques de l’Âge du bronze à travers les collines et les landes :
- à Commondale ;
- les Bridge Stones à Tripsdale ;
- les Nines Stones à Thimbleby.

Plusieurs cairns de différentes époques sont également présents, certains relativement récents. On y a découvert des centaines de pointes de flèche en silex, remontant aux périodes Mésolithique et Néolithique, indices d’une population de la région aux temps préhistoriques.

### Les mines et l'industrie
En 1850, un géologue du la Sté Bolckow & Vaughan, John Marley, découvrit du minerai de fer dans les collines d'Eston, détachées des collines de Cleveland, déclenchant l'exploitation minière à grande échelle de la région et l’expansion industrielle et urbaine de la bourgade voisine de Middlesbrough,. Dans les années 1870, la sidérurgie locale était en pleine expansion, et l'on tirait des mines de Cleveland de la houille, de l’alun, du jais, des concrétions de gypse, des schistes et des sels de potasse. Il y avait également plusieurs carrières de grès et de craie pour le secteur de la construction : plusieurs de ces exploitations sont en friche aujourd'hui.

## Activités
Les principaux sites touristiques des collines de Cleveland sont :
- la statue du capitaine Cook à Easby Moor ;
- le musée de l'école de Great Ayton ;
- la colline de Roseberry Topping ;
- les roches gravées de Wainstones, à Hasty Bank[8].

Il y a, au sommet de la colline de Bilsdale West Moor, dans les collines de Cleveland, une antenne-relais haute de 314 m, la station radio de Bilsdale, qui assure la couverture des émissions de télévision numérique terrestre en UHF sur 60 à 80 km à la ronde, dans le Nord-Est de la région de Tyne-Tees. Pour Bilsdale, la transition vers la télévision numérique s'est déroulée en deux fois, les 12 et 26 septembre 2012 : ce fut l'une des dernières stations relais d'Angleterre à effectuer cette opération, les autres étant Pontop Pike et Chatton, dans la même région.